# 美丽双线鳚
美丽双线鳚（学名：Enneapterygius elegans），是三鳍鳚科双线鳚属一种，分布于印度洋和太平洋海域，深度0至12公尺。本种由德国学者威廉·彼得斯于1876年描述发表，本鱼体型小成圆柱状，尾柄有像砂漏一样的深色斑块，臀鳍胸鳍与腹鳍红色，背鳍3个，背鳍硬棘15–16枚、背鳍软条8–10枚、臀鳍硬棘1枚、臀鳍软条16–17枚，体长可达4公分，栖息在潮间带的潮池，雌鱼产附着性卵在藻类筑的巢，雄鱼会守护卵，幼鱼为浮游性，生活习性不明。